# Maravilhas
Entre los muchos pueblos fundados por el explorador Antônio Rodrigues Velho está el de Sao Joanico. Al adquirir la hacienda de Sao Joanico, el padre Veríssimo de Souza Roca donó una parte a la capilla que allí se encontraba. Entre tanto, una orden régia determinó la venta de esas tierras. Así, el padre las readquirió, dando al poblado una propiedad particular. Después de su muerte, su heredero, el teniente José Aniceto Rodrigues, se apropió de la hacienda. Pero en 1832, por exigencia de los moradores, efectúa una nueva donación de una parcela de 200 hectáreas, localizada próxima a la sierra del Falcão. Una nueva capilla fue construida, y el festival adquirió la denominación de Santo Antônio das Maravilhas. En 1851, el distrito se convirtió en autónomo. Su población estimada en 2009, era de 7.224 de acuerdo con el censo del IBGE. En homenaje al patrono y dada la abundancia en aquella región, de una flor conocida como bonina o margarita del prado, la ciudad pasa a ser conocida como Maravilhas.

## Cultura
Anualmente, en julio y agosto tienen lugar respectivamente las fiestas de San Antônio y de las Flores de los Generales, que celebran la ciudad y la región y son realizadas en la Plaza Central de la ciudad.

## Curiosidades
Maravillas posee su Vía Crucis, que en realidad está localizado en el punto más alto de la ciudad. Una pequeña capilla instalada en el alto de la Sierra del Falcão, sirve de referencia a peregrinos y turistas que visitan la ciudad.

## Economía, comercio e industria
Así como los demás municipios de la región, Maravillas destaca en la región por la creación y gestión de granjas avícolas. Junto a esta actividad, la agricultura también forma una buena parte de la producción. Maravillas también está influenciada por la proximidad con Papagayos/MG. En el tema de la siderurgia, se encuentra en Maravillas la compañía Simar (Siderúrgica Maravillas), que retomó sus actividades en 2005.

## Deportes y ocio
Diversos arroyos que desembocan en el río Paraopeba forman una serie de atractivos para los visitantes, algunos de estos cursos de agua forman paredones de roca denominados como 'lajes'. En los deportes, Palmeiras y União tienen divididas las preferencias locales futbolísticas.